# Baltasar Cabezudo Artero
Baltasar Cabezudo Artero (18 de enero de 1946, Ceuta) es un botánico español.

## Estudios
Es licenciado en Biología por la Universidad de Sevilla en 1971, obteniendo el doctorado en 1974. Su labor la desempeño en la Universidad de Sevilla, desde 1971, llegando a ser Profesor	Adjunto	Numerario en	el Departamento	de Botánica	en 1978-1980. Profesor Agregado Numerario en el Departamento	de Botánica de la Universidad de La Laguna en 1980-1981. Catedrático Numerario en el Departamento	de Botánica de	la Universidad de Málaga en 1981 hasta	2011.
Es el editor de	la revista Acta Botánica Malacitana.	

## Algunas publicaciones
- Libro rojo de la flora silvestre amenazada de Andalucía. I. Especies en peligro de extinción. G Blanca, B Cabezudo, JE Hernández-Bermejo, CM Herrera, J Molero Mesa, J ... Junta de Andalucía 104 1999
- Lista roja de la flora vascular de Andalucía B Cabezudo. Junta de Andalucía, Consejería de Medio Ambiente	90		2005
- 2000-Lista Roja de Flora Vascular Española (valoración según categorías UICN) I Aizpuru, G BALLESTER, A BAÑARES, JC BÁSCONES, JL BENITO, G BLANCA, C ... Conserv. Veg 6, 11-38	68
- Quantitative characterization of the regressive ecological succession by fractal analysis of plant spatial patterns CL Alados, Y Pueyo, ML Giner, T Navarro, J Escos, F Barroso, B Cabezudo, JM ... Ecological Modelling 163 (1), 1-17	61		2003
- Flora Vascular de Andalucía Oriental, 2º edición corregida y aumentada G Blanca, B Cabezudo, M Cueto, CM Torres, C Salazar. Consejería de Medio Ambiente. Junta de Andalucía. Sevilla	57	2011
- Flora vascular de Andalucía oriental. G Blanca, B Cabezudo, M Cueto, C Salazar, TC MORALES. Consejería de Medio Ambiente-Junta de Andalucía 55 2009
- Atlas de la pteridoflora ibérica y balear AE Salvo Tierra, B Cabezudo, L España, TE Díaz González, J Iranzo Reig, J ...
- Acta botánica malacitana, 105-128	48 1984
- La abreviatura «Cabezudo» se emplea para indicar a Baltasar Cabezudo Artero como autoridad en la descripción y clasificación científica de los vegetales.[1]